# Annunciazione (Filippino Lippi)
L'Annunciazione  è un dipinto a tempera su tavola (175x181 cm) di Filippino Lippi, databile al 1460 circa, poi 1472, e conservato nella Galleria dell'Accademia a Firenze.

## Descrizione e stile
L'opera è una delle primissime attribuite a Filippino, che nel 1472, allora quindicenne, iniziò a lavorare nella bottega di Sandro Botticelli.
L'Annunciazione deriva da quella di Filippo Lippi all'Alte Pinakothek di Monaco di Baviera del 1450 circa, pure ambientata in una loggia aperta su un semplice giardino (l'hortus conclusus) di gusto arcaizzante, dove Maria (la quale forma molto allungata per suggerire l'incorporeità e quindi la verginità) in piedi riceve l'annuncio dall'Angelo appena atterrato, distraendola dalla lettura. A sinistra, come nell'opera del padre, appare un secondo angelo recante in mano un giglio bianco, lo stesso che tiene Gabriele, come offerta alla purezza della Vergine. In alto a sinistra si vede il Padre Eterno tra angeli che, con raggi dorati, invia la colomba dello Spirito Santo.
Berenson attribuì la scena all'allievo di Lippi padre detto Maestro della Natività di Castello, mentre Scharf per primo vi ravvisò due mani distinte: lo sfondo e l'angelo sulla porta del Maestro della Natività di Castello e l'angelo e la Madonna di Filippino, che avrebbe secondo questa ipotesi completato l'opera rimasta incompiuta nella bottega del padre. L'intervento di Filippino venne confermato dalla critica successiva (la datazione al 1472 è di Salvini, poi confermata), la mano dell'altro pittore venne in seguito attribuita al Maestro di San Miniato e infine al Maestro della Natività Johnson, con una datazione di questo primo intervento oscillante tra il 1460 e il 1472, appunto.